# سون سانگ یون
سون سانگ یون (کره‌ای: 손상연؛ زادهٔ ۲ آوریل ۲۰۰۲) بازیگر اهل کره جنوبی است. او حرفهٔ سرگرمی خود را در سال ۲۰۱۶ و در ورایتی شوی مکنه شو ۷ آغاز کرد و از آن زمان در ورایتی شوها، مجموعه‌های تلویریونی، مجموعه‌های اینترنتی، فیلم‌ها و موزیک ویدئوها فعالیت دارد.

## فیلم‌شناسی

### فیلم
| سال  | عنوان             | نقش                   | توضیحات | منابع |
| ---- | ----------------- | --------------------- | ------- | ----- |
| ۲۰۱۷ | یک بانوی خاص      | گونگ میونگ (۱۰ سالگی) | مهمان   | [ ۳ ] |
| ۲۰۱۹ | تقصیر تو نیست     | یونگ جو               |         | [ ۳ ] |
| ۲۰۱۹ | خانه مرغ مگس خوار | ده هون (برادر اون هی) |         | [ ۴ ] |

### مجموعه تلویزیونی
| سال  | عنوان                    | نقش                   | توضیحات                   | منابع |
| ---- | ------------------------ | --------------------- | ------------------------- | ----- |
| ۲۰۱۶ | آه گوم‌بی من              |                       | مهمان                     | [ ۵ ] |
| ۲۰۱۶ | دوباره عشق اول           | هوانگ جه ها           |                           | [ ۵ ] |
| ۲۰۱۷ | سوپر فمیلی               | Nephew                | مهمان                     | [ ۵ ] |
| ۲۰۱۷ | ماشین تحریر شیکاگو       | بک ته مین (جوانی)     |                           | [ ۳ ] |
| ۲۰۱۷ | دو پلیس                  | چا دونگ تاک (جوانی)   |                           | [ ۳ ] |
| ۲۰۱۷ | عشق انقلابی              | کوان جه-هون (جوانی)   |                           | [ ۳ ] |
| ۲۰۱۷ | بازگشت هوان گوم بوک      | قلدر                  |                           | [ ۳ ] |
| ۲۰۱۷ | دزد بد، دزد خوب          | قلدر                  |                           | [ ۳ ] |
| ۲۰۱۷ | شریک مشکوک               | نو جی ووک (جوانی)     |                           | [ ۳ ] |
| ۲۰۱۷ | روزهای تابستان           | کیم جی یونگ (جوانی)   |                           | [ ۳ ] |
| ۲۰۱۷ | دراما اسپشال – تنهای شاد | مهمان                 | درام تک قسمتی             | [ ۳ ] |
| ۲۰۱۸ | حالا با عشق تمیز کن      | جانگ سون گیول (جوانی) | حضور افتخاری (قسمت ۵)     | [ ۳ ] |
| ۲۰۱۹ | لول آپ                   | کانگ هون              |                           | [ ۳ ] |
| ۲۰۲۰ | دکتر رمانتیک ۲           | کانگ ایک جون          | حضور افتخاری (قسمت ۱۱–۱۴) | [ ۳ ] |
| ۲۰۲۱ | پسران راکتی              | بانگ یون دام          |                           | [ ۶ ] |
| ۲۰۲۳ | دلال ازدواج              | لی شی یول             |                           | [ ۷ ] |
| ۲۰۲۵ | دشمن عزیز من             | بک سو بین             |                           | [ ۸ ] |

### مجموعه اینترنتی
| سال  | عنوان           | نقش          | توضیحات | منابع |
| ---- | --------------- | ------------ | ------- | ----- |
| ۲۰۱۹ | FAILing in Love | کانگ پا رانگ |         |       |
| ۲۰۱۹ | Triple Fling    | سونگ جی هو   | فصل ۱–۲ |       |
| ۲۰۲۲ | ما همه مرده‌ایم  | جانگ وو جین  |         |       |

### برنامه تلویزیونی
| سال       | عنوان       | نقش          | منابع |
| --------- | ----------- | ------------ | ----- |
| ۲۰۱۶      | مکنه شو ۷   | عضو بازیگران |       |
| ۲۰۱۶–۲۰۱۷ | دریم جونیور | عضو بازیگران |       |

### موزیک ویدئو
| سال  | آهنگ                      | آرتیست     | توضیحات      | منابع |
| ---- | ------------------------- | ---------- | ------------ | ----- |
| ۲۰۲۰ | «به اندازه کافی» (Enough) | Hoppipolla | دانش‌آموز پسر |       |